# Henrique Sá Pessoa
Henrique Sá Pessoa (1976, Oeiras, Portugal) é um premiado chef de cozinha português laureado com duas estrelas Michelin por seu trabalho no restaurante Alma. Sá Pessoa faz parte da chamada revolução da alta gastronomia portuguesa, sendo o terceiro chef português na história a ser reconhecido com duas estrelas Michelin.

## Biografia e Prémios
Henrique Sá Pessoa nasceu em 1976, em Oeiras, mas foi durante um intercâmbio nos Estados Unidos que descobriu o gosto pela culinária, enquanto assistia a uma palestra sobre o Institute Cordon Bleu, uma conceituada escola de gastronomia, hotelaria e gestão, onde mais tarde viria a estudar.
Chefe do restaurante Alma, que abriu em 2009 e foi considerado o Restaurante do Ano pela Revista de Vinhos. Trabalhou em vários restaurantes famosos, como o Panorama Restaurante do Hotel Sheraton e no Hotel da Lapa, ambos em Lisboa, no Sheraton on the Park, em Sydney, na Austrália, e no Sheraton Park Lane, em Londres. Ganhou o concurso Chefe Cozinheiro do Ano 2005, a 1.ª edição da Taça Horexpo em 2008. Foi considerado a figura do ano 2007 pela revista Intermagazine, e foi galardoado com o prémio Arte da Cozinha 2007, atribuído pela Academia de Gastronomia Portuguesa. Apresentou com grande sucesso o programa de culinária Entre Pratos, na RTP2, e estreou outro programa – Ingrediente Secreto – no mesmo canal.
Após algum fracasso na tentativa de afirmar-se no cenário da alta gastronomia europeia com a primeira fase do seu restaurante Alma, entre 2009 e 2013, decidiu fecha-lo e mudar para uma melhor localidade. Em entrevista ao Observador, Sá Pessoa confessa que tinha a sensação de que seu restaurante nunca tinha chegado a atingir todo o seu potencial: “Houve duas razões principais para o Alma ter estagnado: o espaço físico, que não permitia fazer mais, e a responsabilidade da gestão, que me tirava tempo para tudo o resto.”
Essa história mudaria completamente quando Sá Pessoa decidiu fechar o Alma e reabri-lo em no Chiado, num ambiente muito maior e mais sofisticado, para que fosse finalmente possível que o seu restaurante figurasse entre os principais da Europa. O resulto das drásticas ações tomadas por Sá Pessoa não demoraram aparecer. Depois de muitos atrasos na obra, o novo Alma com apoio do agora grupo Plateform foi reaberto em 2015. A reabertura foi tão bem sucedida que, no ano seguinte a ela acontecer, o Alma fora premiado com a sua primeira estrela Michelin, e a conta não demoraria a aumentar: dois anos depois, em 2018, o Alma conquistou a segunda estrela.